# John Blackley
John Henderson Blackley (født 12. maj 1948 i Westquarter, Skotland) er en tidligere skotsk fodboldspiller (forsvarer) og manager.
Blackley tilbragte på klubplan størstedelen af sin karriere i hjemlandet, hvor han blandt andet i 12 sæsoner var tilknyttet Edinburgh-klubben Hibernian. Han repræsenterede også Hamilton Academical og engelske Newcastle United og Preston North End.
Blackley spillede desuden syv kampe for det skotske landshold. Hans første landskamp var et opgør mod Tjekkoslovakiet 17. oktober 1973, hans sidste en kamp mod Sverige 27. april 1977. Han repræsenterede sit land ved VM i 1974 i Vesttyskland, og var på banen i én af skotternes tre kampe i turneringen.
Efter at have indstillet sin aktive karriere fungerede Blackley i en årrække som manager, og stod blandt andet i spidsen for sine tidligere klubber som aktiv, Hibernian og Hamilton Academical.